# Refuge Napoléon
Les refuges Napoléon, au nombre de six, sont des refuges de montagne situés au passage ou à proximité de cols dans le département des Hautes-Alpes.
Leur construction a été ordonnée par l'empereur Napoléon Ier en remerciement à la population gapençaise et haut-alpine lors de son retour de l'île d'Elbe. Ils sont édifiés sous Napoléon III au milieu du XIXe siècle.

## Liste des refuges
Les six refuges sont ceux du :
- col de Manse, entre le Gapençais et le Champsaur : le refuge est au col, à 1 268 mètres d'altitude ;
- col du Noyer, entre le Champsaur et le Dévoluy : le refuge, détruit puis reconstruit sur de nouveaux plans, est au col à 1 664 mètres d'altitude ;
- col de Vars, entre le Queyras et la vallée de l'Ubaye : le refuge sous le col, au-dessus de Vars, à 1 990 mètres d'altitude ;
- col d'Izoard, entre le Briançonnais et le Queyras : le refuge est sous le col, à 2 290 mètres d'altitude ;
- col Lacroix, entre le Queyras et le val Pellice : le refuge, détruit, est sous le col, à 2 270 mètres d'altitude ;
- col Agnel, entre le Queyras et le val Varaita : le refuge, détruit, est sous le col, à 2 580 mètres d'altitude.

La construction de deux autres refuges était programmée mais n'a pu être réalisée faute de crédits suffisants.
Un refuge, également dit « refuge Napoléon » car se situant sur la route Napoléon, se situe au col du Lautaret.

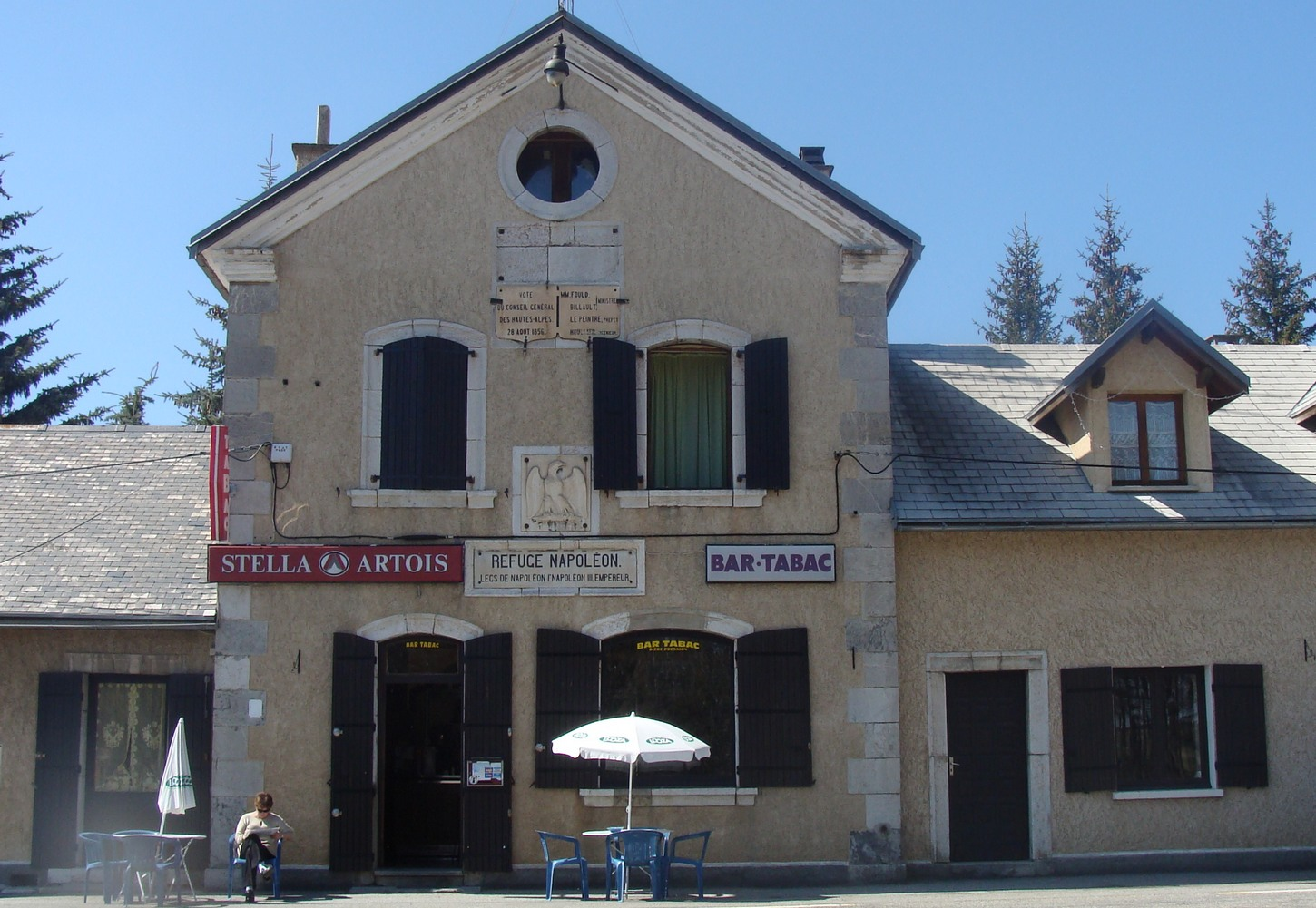
Col de Manse
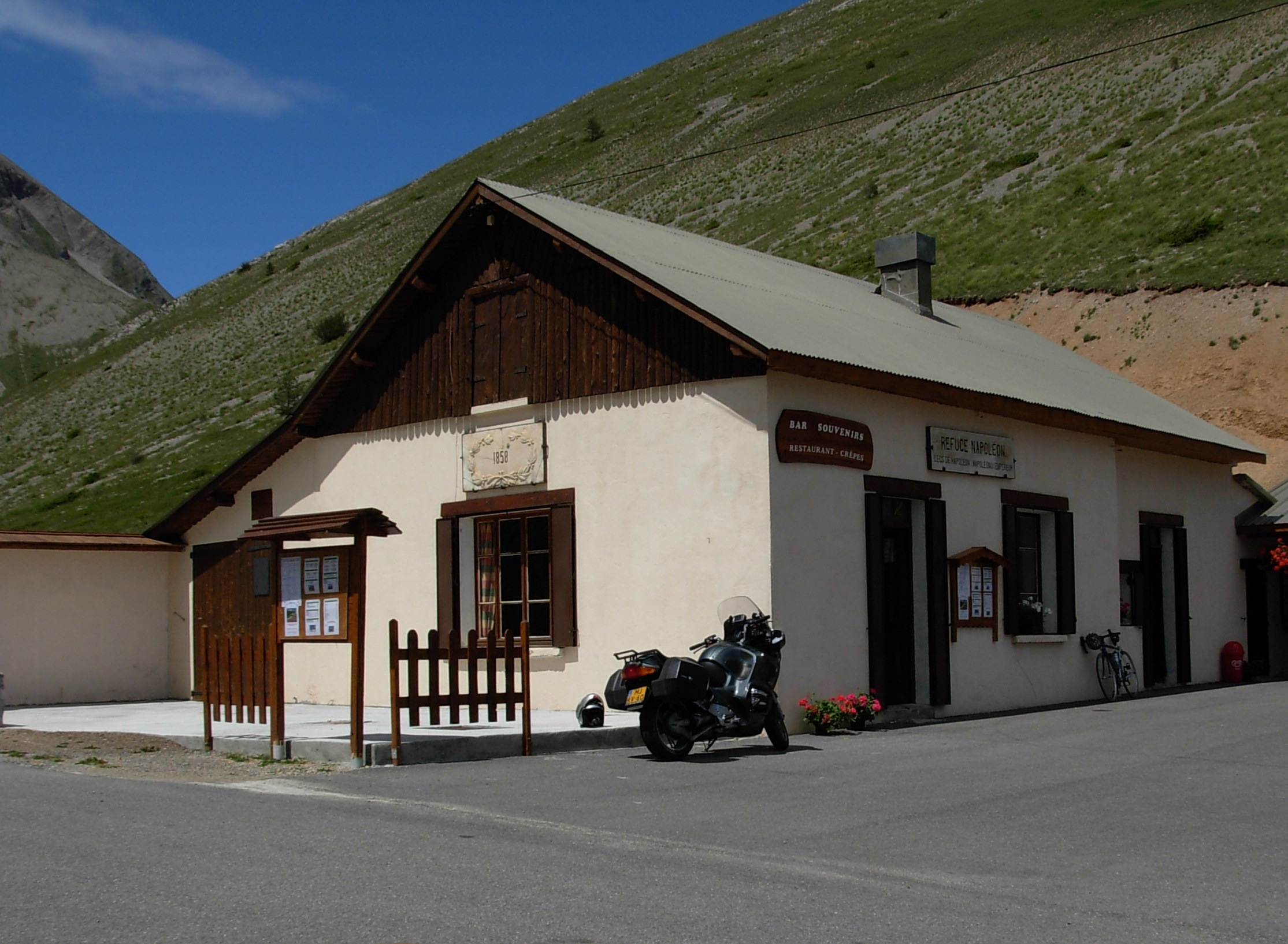
Col du Noyer
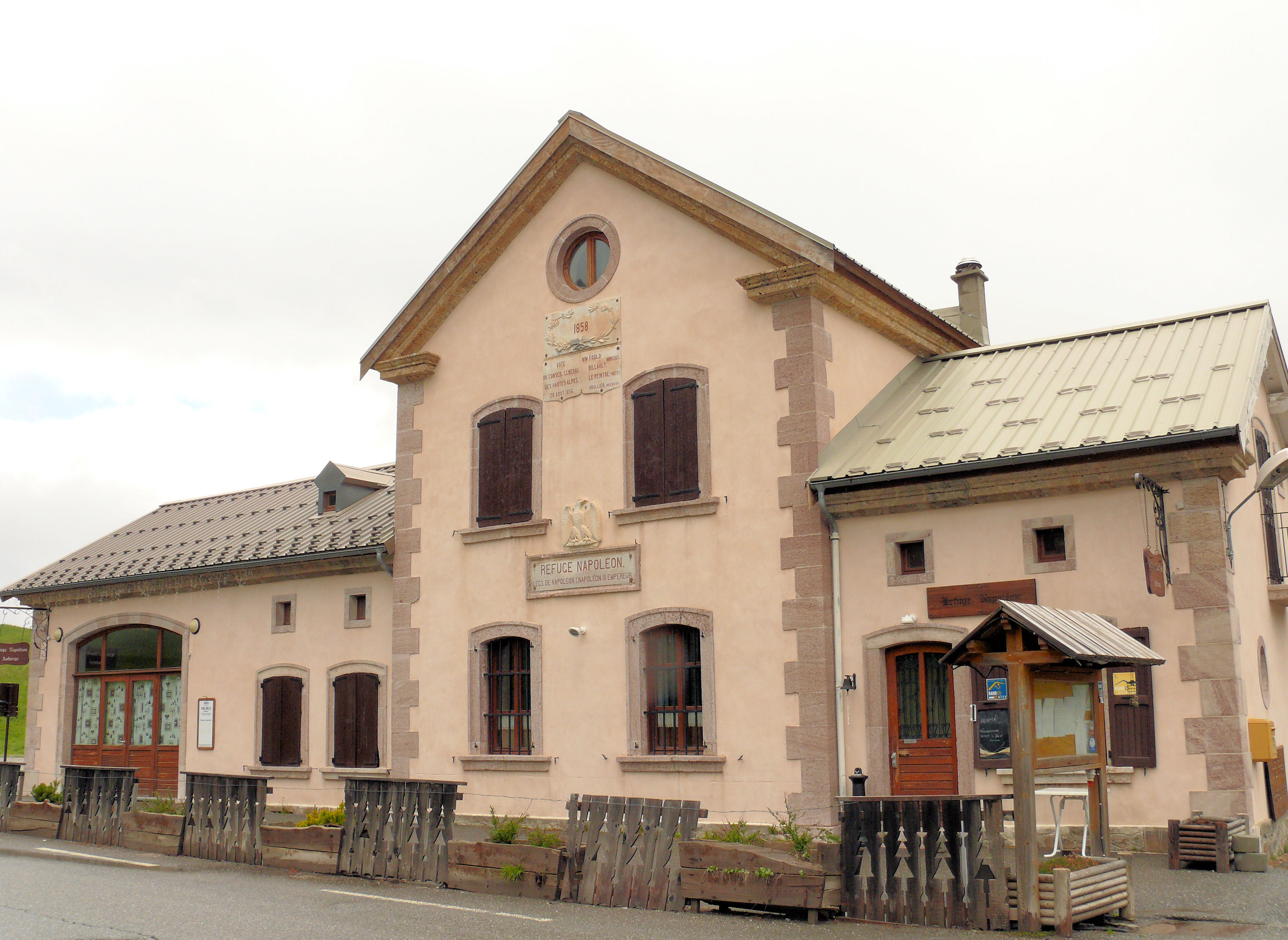
Col de Vars
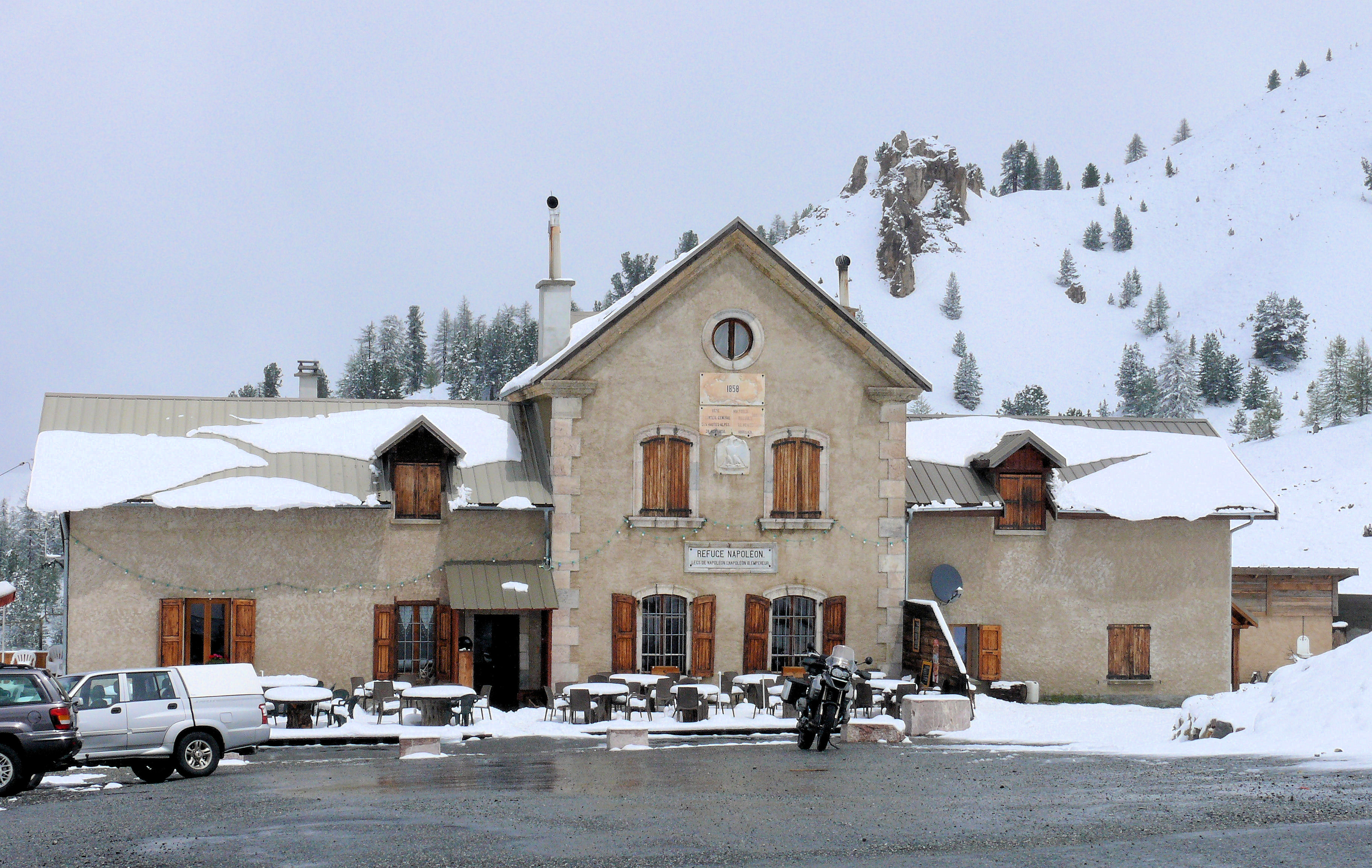
Col d'Izoard
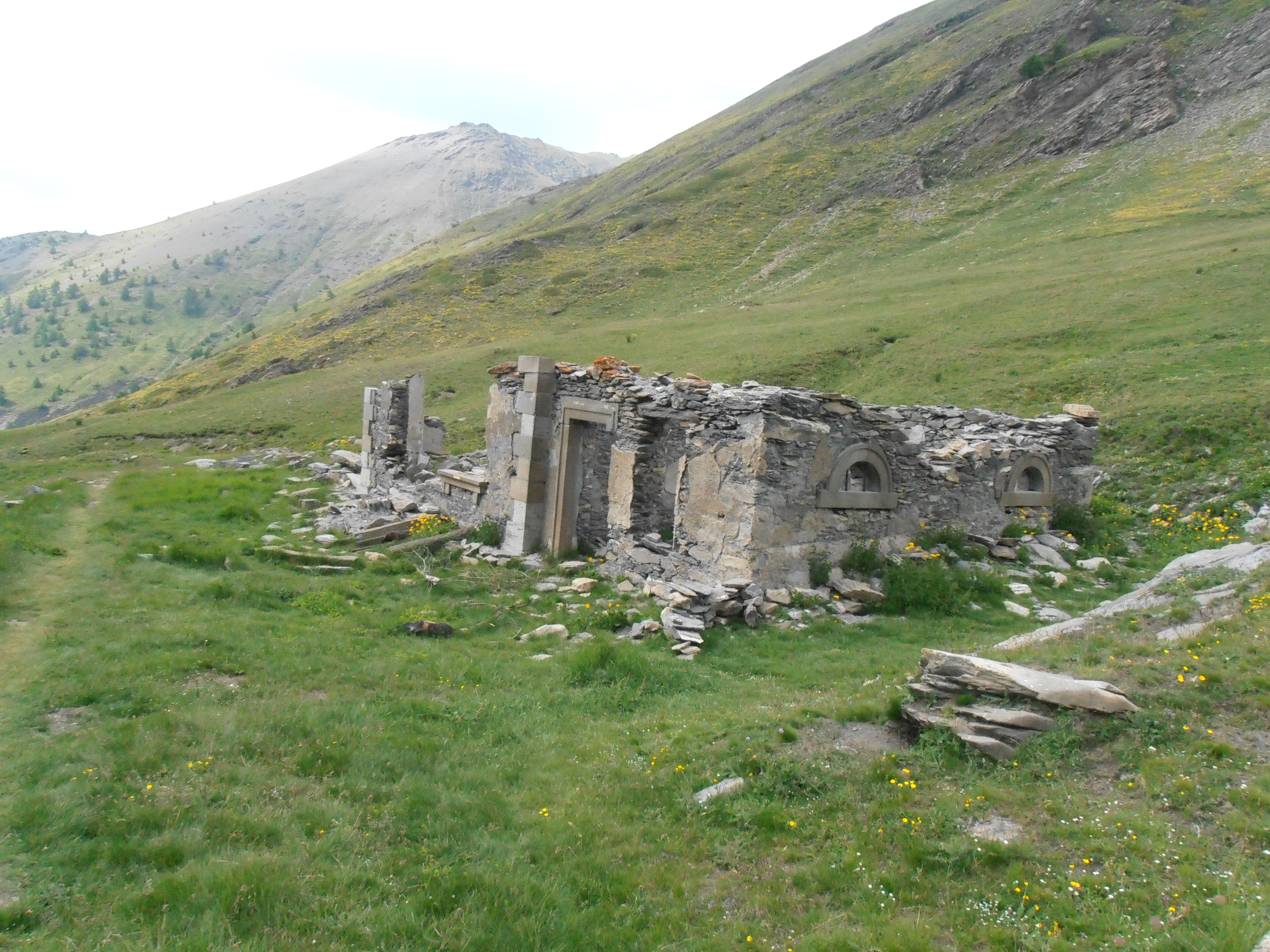
Col Lacroix
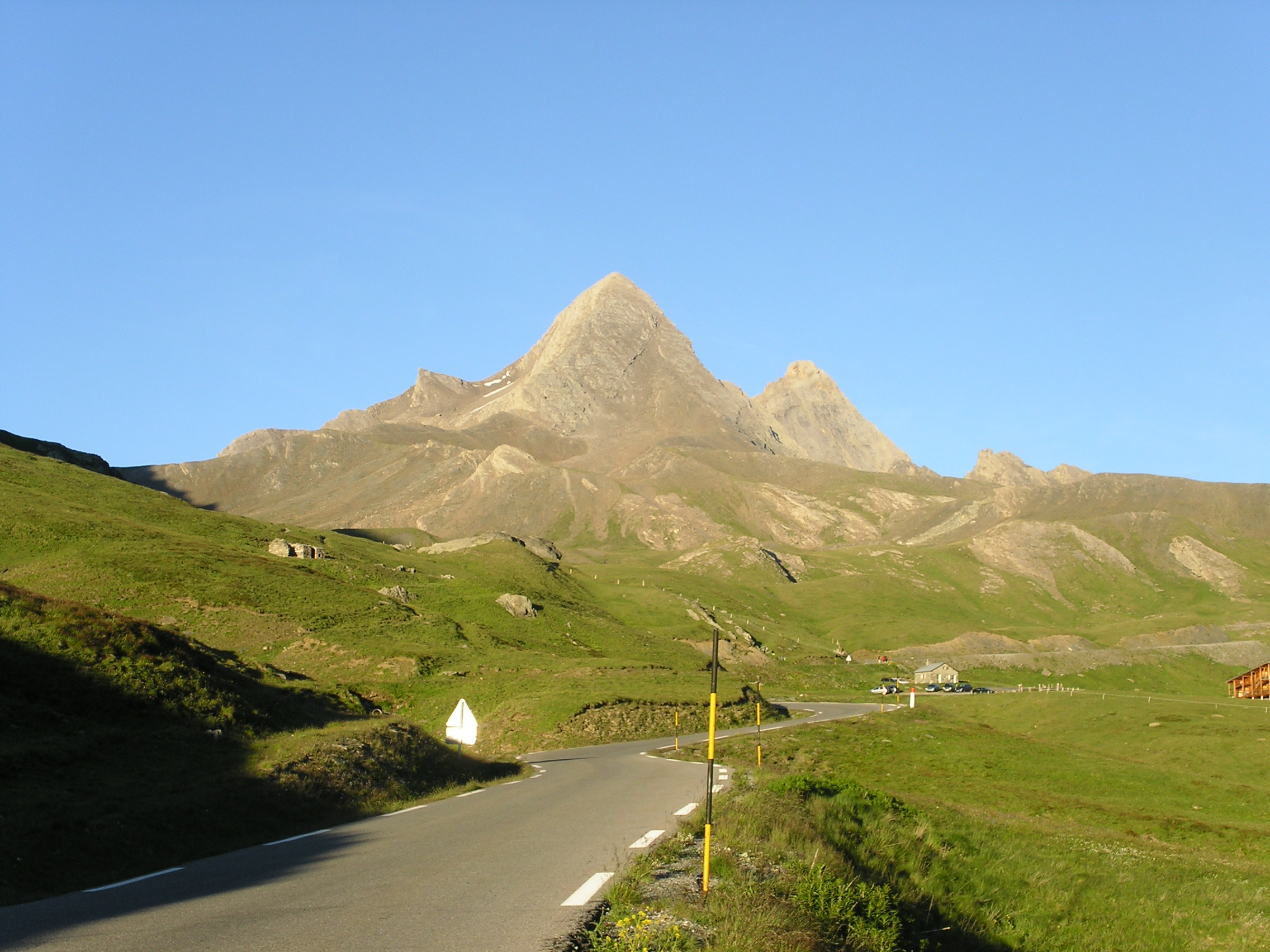
Col Agnel